# Trifolium eriosphaerum
Trifolium eriosphaerum là một loài thực vật có hoa trong họ Đậu. Loài này được Boiss. miêu tả khoa học đầu tiên.